# Статинов Анатолій Сергійович
Анатолій Сергійович Статинов (14 липня 1932, селище Білий Колодязь Вовчанського району Харківської області) — український радянський діяч, голова виконкому Донецької облради народних депутатів (жовтень 1982 — грудень 1987), міністр торгівлі Української РСР, 1-й заступник голови Ради Міністрів Української РСР. Член ЦК КПУ в 1976—1991 р. Депутат Верховної Ради УРСР 9—11-го скликань.

## Життєпис
Народився в родині робітника.
У 1951—1956 роках — студент Харківського гірничого інституту.
У 1956—1957 роках — майстер відділу технічного контролю, у 1957—1958 роках — секретар комітету ЛКСМУ, а в 1958—1959 роках — старший майстер відділу технічного контролю шахти № 1-1-біс тресту «Червоногвардійськвугілля» міста Макіївка Сталінської області.
Член КПРС з 1958 року.
У 1959—1960 роках — начальник об'єднаної дільниці навантаження й відділу технічного контролю шахти № 1-1-біс тресту «Червоногвардійськвугілля» міста Макіївки.
У 1960—1961 роках — помічник головного інженера шахти «Чайкине-Глибока» № 1 тресту «Червоногвардійськвугілля», секретар партійної організації підприємства.
У 1961—1963 роках — інструктор відділу вугільної промисловості, у 1963—1964 роках — помічник 1-го секретаря Донецького обласного комітету КПУ.
У 1964—1968 роках — 1-й секретар Петровського районного комітету КПУ міста Донецька.
У 1968—1972 роках — 2-й секретар Донецького міського комітету КПУ.
У 1972—1974 роках — інспектор ЦК КПУ в місті Києві.
У 1974 — січні 1976 року — 1-й секретар Донецького міського комітету КПУ.
10 січня 1976 — 29 жовтня 1982 року — 2-й секретар Донецького обласного комітету КПУ.
Із 29 жовтня 1982 до грудня 1987 року — голова виконавчого комітету Донецької обласної ради народних депутатів. У грудні 1987 року був звільнений у зв'язку із призначенням на посаду Міністра торгівлі УРСР.
23 листопада 1987 — 14 грудня 1989 року — міністр торгівлі Української РСР.
14 грудня 1989 — квітень 1991 року — 1-й заступник голови Ради Міністрів Української РСР.
Потім — на пенсії.

## Нагороди
- орден «За заслуги» ІІ ступеня
- орден «За заслуги» III ступеня
- орден Жовтневої Революції
- орден Трудового Червоного Прапора
- два ордени «Знак Пошани»
- медалі
- Почесна грамота Президії Верховної Ради Української РСР (11.06.1982)